# Берестецкая битва

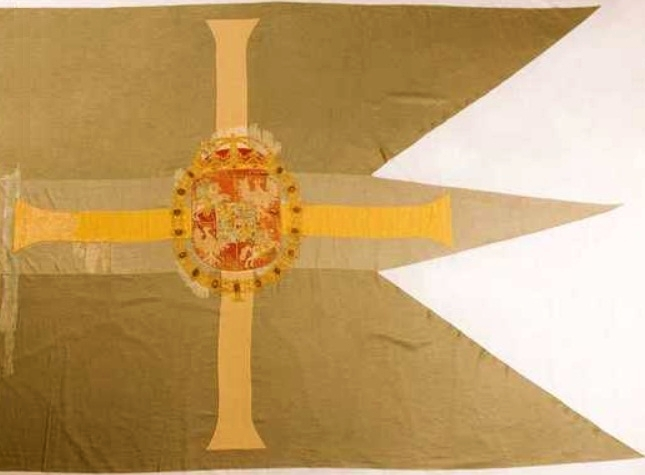
Флаг Яна II Казимира Ваза. Хранится в Ливрусткаммарен, Стокгольм, Швеция.

Бересте́цкая би́тва — сражение между армией Речи Посполитой и казацко-крымским войском, произошедшее 18 (28) июня — 30 июня (10 июля) 1651 года у волынского села Берестечко.
Польско-литовскую армию возглавляли король Ян Казимир, великий коронный гетман Миколай Потоцкий, польный коронный гетман Мартын Калиновский. Во главе казацко-крымского войска стояли гетман Войска Запорожского Богдан Хмельницкий и хан Ислям III Герай.
Победу одержала польско-литовская армия после того, как крымское войско бежало с поля боя, захватив с собой Богдана Хмельницкого. Следствием битвы стал Белоцерковский мир.

## В преддверии битвы
В 1651 году Польша после Зборовского мира возобновила военные действия против армии Хмельницкого. Польско-литовская армия состояла по разным оценкам от 57 до 160 (по другим источникам — 220—240) тысяч воинов (по польским данным — 63 тысячи, из них 27 000 коронного войска и 30 000 посполитого рушения, но в данном подсчёте явно опущены около 12 тысяч немецкой наёмной пехоты, наёмники из Молдавии и Валахии — волохи; количество шляхты явно преуменьшено). Казацко-крымское войско было больше — 100 тысяч казаков и 25 тысяч крымских татар (по польским данным — до 110 тысяч человек)
Из-за позиции хана Исляма Герая Богдан Хмельницкий был вынужден отказаться от активных наступательных действий (более месяца 100—110-тысячное казацко-крымское войско маневрировало в районе Тернополя-Озерной-Колодного), что позволило королю Яну Казимиру провести войско к Берестечку и до 25 июня переправить его через реку Стыр. Только дождавшись в середине июня прибытия хана, гетман выступил в поход. Не зная про это, 27 июня поляки отправились в город Дубно, и когда их авангард уже прошёл 7—8 км, стало известно о приближении казацко-крымского войска. Тогда было решено вернуться в лагерь под Берестечком. Утром следующего дня начались стычки с татарами.

## Хронология битвы
17 (27) июня—18 (28) июня татары поджигают соседнее село и пытаются «раскачать» противника. Они атакуют, потом отступают, снова атакуют. Конецпольский с Любомирским сами атакуют татарскую конницу.
18 (28) июня начались небольшие стычки на поле между польскими и казацкими войсками.
19 (29) июня Ислям Герай занимает основные высоты перед Берестечком и битва возобновляется. Поляки значительными силами выступили на казацкий лагерь, но Хмельницкий ударил на них сбоку и отрезал польское войско от его собственного лагеря, казаки добыли 28 хоругвей (флагов), в их числе и гетмана Потоцкого.
20 (30) июня утром король, который молился всю ночь, выстроил свою армию в таком порядке: правое крыло — гетман Потоцкий, левое — гетман Калиновский. В центре, где преимущественно строится польская и немецкая пехота — сам король. Мосты через Стыр разбираются.

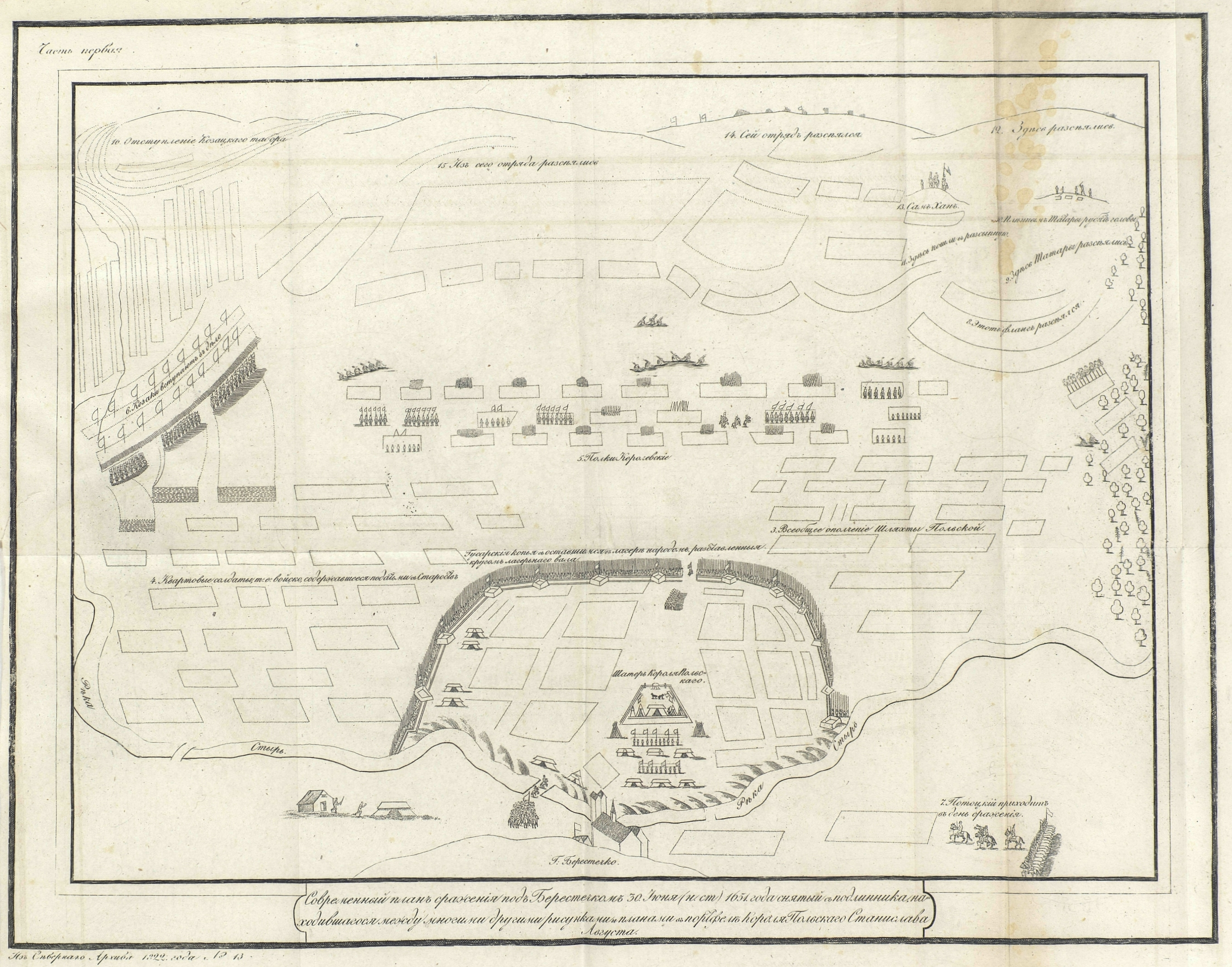
План сражения под Берестечком 30 июня 1651 года

Получив разрешение короля, Вишневецкий, в войске которого были и реестровые казаки (шесть хоругвей), атакует казацкий лагерь. Хмельницкий контратакует, но его останавливает немецкая пехота. Казаки отходят в лагерь, и тогда поляки начинают обстрел татар, которые размещены на холме. Ислям Герай неожиданно для всех покидает поле боя, оголив левый фланг казацкого войска. Хмельницкий с писарем Выговским едут к хану и догоняют его возле городка Ямполь. Хан задерживает и забирает Хмельницкого с собой. Причина ухода татар неизвестна до сих пор, в числе возможных причин называют и предательство татар, и тайный договор с Яном Казимиром, и просто страх перед битвой. Казаки, оставшись без гетмана, используют привычную тактику — передвигают ночью лагерь ближе к болоту, ограждают его возами, насыпают земляной вал и пытаются контратаковать.
21 июня (1 июля) обе армии отдыхают. Военные действия ограничены только перестрелками, король посылает за пушками в Броды, а казаки увеличивают высоту вала.
22 июня (2 июля) поляки продолжают обстрел. Казаки отвечают артиллерийским огнём и проводят вылазку.
23 июня (3 июля) две тысячи казаков выходят из лагеря и сгоняют поляков с холмов, но ночью Конецпольскому удается выбить их с высот и оттеснить к лагерю.
24 июня (4 июля) — 25 июня (5 июля) продолжается обстрел укреплённого лагеря.
26 июня (6 июля) казаки отправляют к польскому королю послов — полковников миргородского Гладкого, чигиринского Крысу и писаря войскового Переяславца.
27 июня (7 июля) король, оставив заложником полковника Крысу (многие утверждают, что Крыса добровольно остался), посылает в осаждённый лагерь письмо, где предлагает казакам попросить прощения, выдать 17 казацких полковников, булаву Хмельницкого, пушки и сдать оружие.
28 июня (8 июля) вместо кропивенского полковника Джеджалия казаки выбирают нового гетмана — Матвея Гладкого. Они отказываются от польских условий и требуют соблюдения Зборовского договора. Король приказывает прервать переговоры и готовиться к штурму, усиливает артиллерийский обстрел.
29 июня (9 июля) казаки узнают, что польский гетман Ланцкоронский переправился через болота Плешовой. Это угрожало полным окружением лагеря, поскольку до этого у казаков было несколько гатей через болото, которые связывали их с незанятой противником территорией. Через них они пополняли припасы и корм коням. Старшины снова отправляют к Яну Казимиру новое посольство, но гетман Потоцкий разрывает требования казаков на глазах у короля. Полковник Крыса предлагает затопить казацкий лагерь, устроив на Плешовой земляную плотину.
30 июня (10 июля) винницкий полковник Богун, выбранный новым гетманом, принимает решение отогнать гетмана Ланцкоронского с правого берега реки. Ночью две тысячи запорожцев выходят из лагеря. Польские источники утверждают: в казацком лагере начинается паника, казацкие полки, которые остались, начинают отходить к переправе.
Конецпольский, видя это, начинает атаку. Из польских источников следует, что при переправе начинается хаос, мосты не выдерживают и сотни казаков падают в Пляшовец и Икву, много из них тонет, часть делает попытку прорваться через поляков. Очевидец боя француз Пьер Шевалье так описывал завершение этой битвы:

в одном месте среди болота собралось 300 казаков и храбро оборонялись против большого числа атакующих, которые нажимали на них отовсюду, чтобы доказать своё пренебрежительное отношение к жизни, которую (поляки) обещали им подарить, и всему, что есть ценного, кроме жизни, они извлекали из своих карманов и поясов все свои деньги и бросали их в воду. Наконец, будучи полностью окружены, они почти все погибли один за другим, но пришлось с каждым из них вести бой. Остался один, который боролся в течение трёх часов против всего польского войска: он нашёл на болотном берегу лодки и прикрываясь её бортом, выдержал стрельбу поляков против него; потратив свой порох, он потом взял косу свою, которой отражал всех, кто хотел его схватить … Тогда какой-то шляхтич из Цехановщины и некий немецкий улан … бросились в воду по шею и подобрались к нему, казак хоть и пробит был 14 пулями, встретил их ещё с большим упорством, что очень удивило польское войско и даже его королевское величество, в присутствии которого заканчивался этот бой. Король очень увлёкся храбростью этого человека и приказал крикнуть, что он дарует ему жизнь, когда он сдастся, на это последний ответил, что он уже не заботится о том, чтобы жить, а лишь хочет умереть, как настоящий воин. Его убил ударом копья другой немец, который пришёл на помощь атакующим.

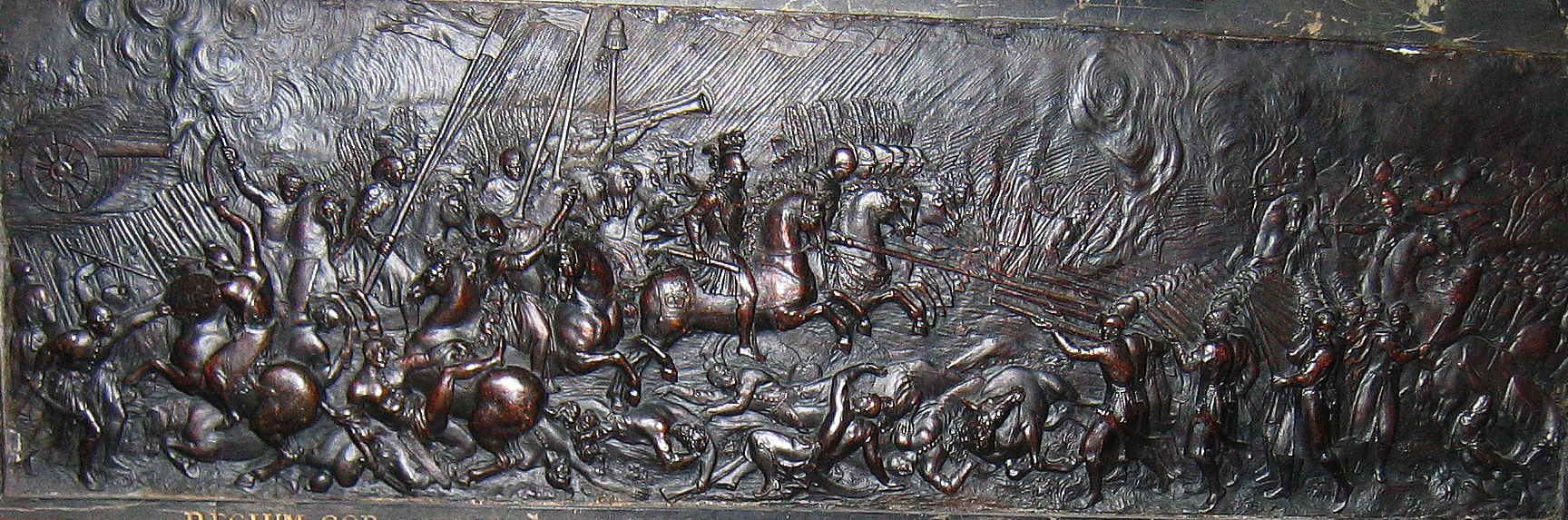
Берестецкая битва, триумфальная панель короля Яна II Казимира. Гробница короля Яна II Казимира в соборе Сен-Жермен, Париж

По польским данным около тридцати тысяч казаков гибнет в этой битве, и всего несколько тысяч во главе с Богуном при всего двух пушках уходят. В последние десятилетия в историческом заповеднике «Поле Берестецкой битвы» археологи проводят масштабные раскопки, и, судя по находкам, количество погибших значительно преувеличено. Так, в районе переправы через Плешеву найдено около сотни останков тех, кто переправлялся. 
Дополнительным косвенным свидетельством в пользу незначительных потерь казацкой армии может служить тот факт, что уже через несколько месяцев Хмельницкому удалось остановить поляков под Белой Церковью.

## Последствия битвы

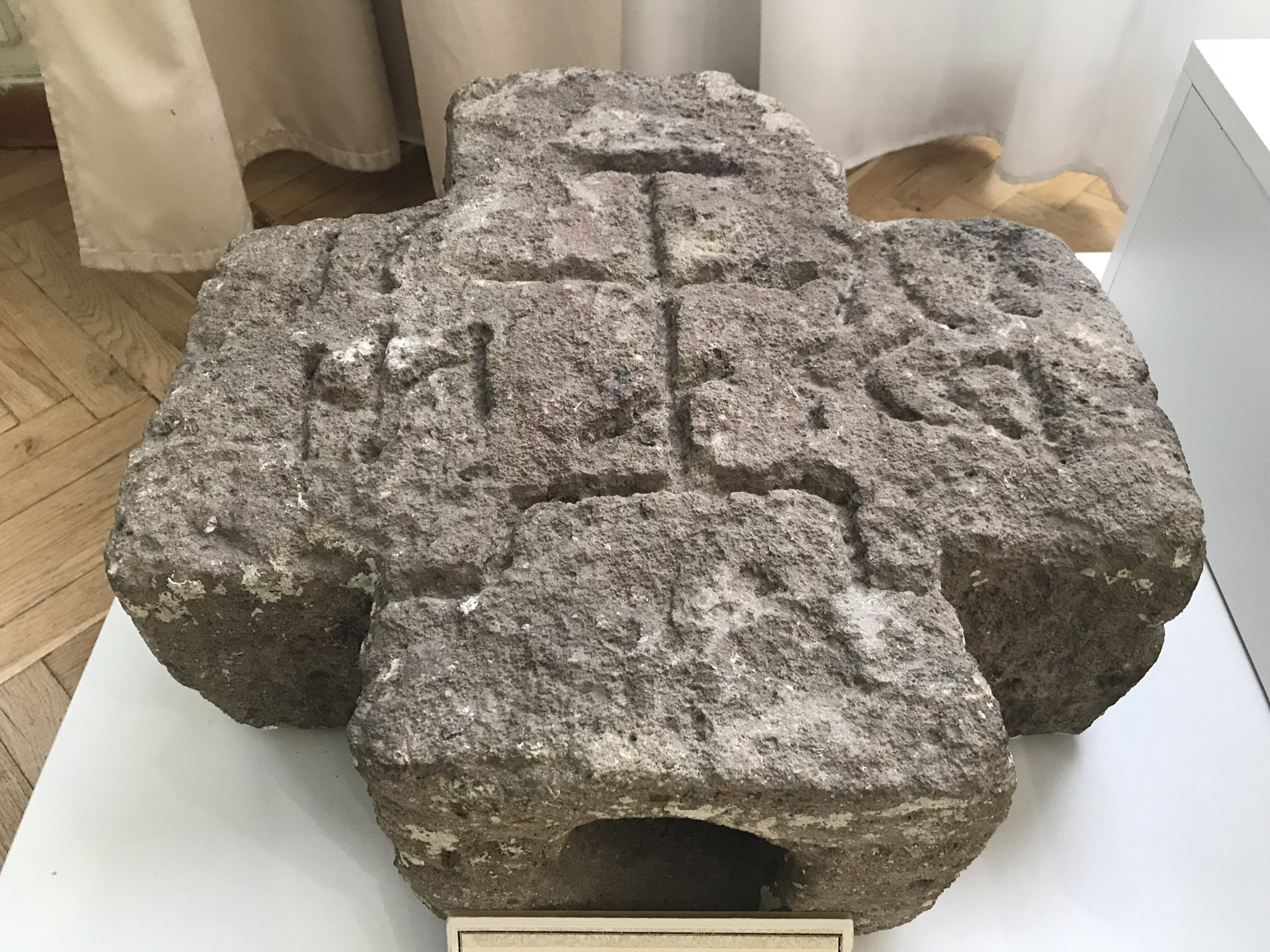
Надгробный крест с поля Берестецкой битвы, 1651 г. Национальный музей истории Украины, Киев

Поляки не решились продолжать войну и начали переговоры. В результате Хмельницкий был вынужден принять мирный договор, подписанный под Белой Церковью 18 (28) сентября 1651 года. Согласно ему число реестрового войска уменьшалось до 20 000, казацкую территорию ограничили до Киевского воеводства, шляхте возвращены её владения.
Однако битва под Берестечком не стала завершением войны. Белоцерковский договор не выдержал и года, а 22—23 мая (1—2 июня) 1652 года состоялась Битва под Батогом.

## Загадки битвы
До сегодняшнего дня многие нюансы битвы остаются неизвестными и непонятными. Например, не до конца известна причина бегства хана Ислям Герая.
В работах современных историков рассматривается и версия о панике татар. Они считают, что битва приходилась на мусульманский праздник Курбан-Байрам, в который воевать нельзя.
Первый день битвы прошёл неудачно, и татары начали отказываться воевать. Хмельницкий уговорил хана начать битву на второй день, который был удачным, но в бою погибло много знатных татар (в том числе близкий друг Хмельницкого Тугай-бей), и рядовые татарские воины посчитали, что их за ослушание наказывает сам Аллах. На третий день начался обстрел татар из пушек и ядром убило коня под Ислам-Гиреем (сам он уцелел чудом), после чего он сел на другого коня и его войско бросилось бежать.
Другой версией являются слухи, которые начали появляться в лагере татар, что Хмельницкий вместе с поляками готовит ловушку для них. Данные слухи привели в панику хана Ислям Герая, и он завернул войско. О возможности этой версии говорит тот факт, что татары в бегстве бросали своих убитых и раненых, чего раньше они никогда не делали.

## В культуре
Генрик Сенкевич описывает битву в эпилоге первой части своей трилогии, романа «Огнём и мечом». По его словам, казачье войско было охвачено паникой и нашло свою гибель в трясинах, спасся только Богун с кучкой людей.
Битва упоминается в песне харьковской блэк-метал-группы Drudkh «Ціна Волі» (The Price of Freedom) 2005 года.